# Auberville-la-Renault
Auberville-la-Renault è un comune francese di 392 abitanti situato nel dipartimento della Senna Marittima nella regione della Normandia.

## Società

### Evoluzione demografica
Abitanti censiti